# Miai

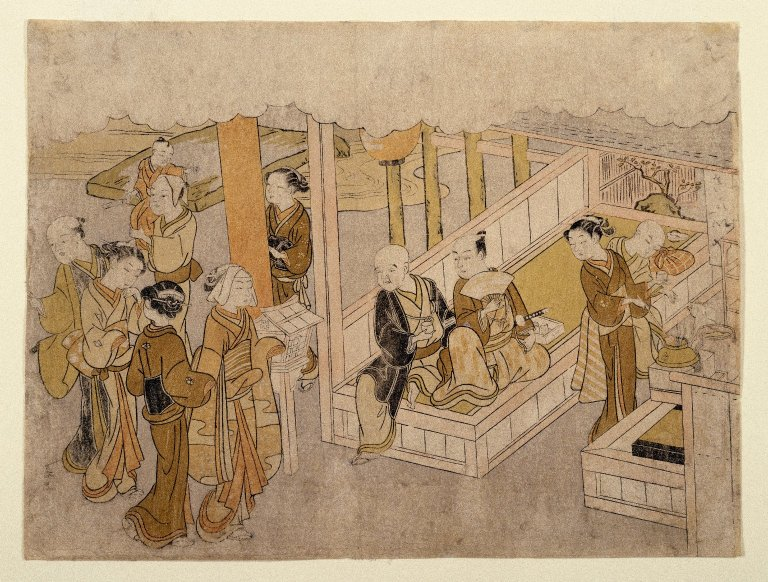
Suzuki Harunobu, rappresentazione del miai. Xilografia esposta al Brooklyn Museum

Il miai (見合い? lett. "guardarsi reciprocamente", ma traducibile come "colloquio formale a scopo matrimoniale") o omiai (お見合い? nella sua forma onorifica) è un'usanza tradizionale giapponese che consiste nel far incontrare due persone libere da legami sentimentali affinché prendano in considerazione la possibilità di sposarsi. Il termine viene talvolta tradotto erroneamente come "matrimonio combinato".

## Storia
La pratica del miai si sviluppò tra i samurai all'inizio dell'era Edo. In quel periodo concedere in sposo un figlio o una figlia costituiva il mezzo per creare un legame tra le famiglie dei samurai e per costituire delle alleanze. Successivamente il miai si diffuse in tutti gli strati sociali, rendendolo una pratica comune in tutto il Giappone. Il miai era un'usanza solenne che dava molta importanza ad alcuni aspetti che nel Giappone moderno sono secondari, come la famiglia di appartenenza e il ceto sociale. Questo tipo di miai al giorno di oggi esiste solo nelle rappresentazioni cinematografiche o nelle commedie televisive.
Dopo la guerra del Pacifico la tendenza fu quella di abbandonare il restrittivo sistema degli incontri combinati. Forme moderne di miai sono ancora in uso in Giappone, sebbene non siano così diffuse come lo erano prima del periodo Meiji. Nel 2005 si stima che circa il 6,2% dei matrimoni celebrati in Giappone sia stato combinato.

## Partecipanti
Al miai formale partecipano la coppia di candidati all'eventuale matrimonio e le loro famiglie. Il miai comunque può avere luogo anche senza l'intervento delle famiglie della potenziale coppia di sposi.

## Nakōdo
Il nakōdo (仲人? lett. "sensale di matrimoni") svolge il ruolo di intermediario tra le famiglie nel miai. La figura del nakōdo non è indispensabile per organizzare il miai; quando è presente solitamente viene scelto tra i componenti o gli amici di una delle famiglie oppure ci si rivolge a professionisti che lavorano per agenzie di incontri. I nakōdo di quest'ultimo tipo sono conosciuti come puro (プロ? "professionista") nakōdo.
La funzione del nakōdo, soprattutto per il miai tradizionale, è quella di gettare le basi per costituire un accordo tra le persone e assistere i candidati timidi. Il nakōdo ricopre molti ruoli nel corso del miai; il primo è quello di intermediario o hashikake (橋架け? lett. "costruttore di ponti"), nel quale il nakōdo presenta reciprocamente i candidati e le loro famiglie.
Il secondo ruolo che ricopre è quello di collegamento tra le due famiglie, che gli permette di evitare scontri e differenze di opinioni nella preparazione dei dettagli del matrimonio.

## Procedura di selezione
La decisione di organizzare un miai viene spesso presa dai genitori quando si rendono conto che il loro figlio (o figlia) è in età da matrimonio (tekireiki (適齢期?)) — di solito tra i 22 ed i 30 anni — e ha mostrato poco o nessun interesse a trovarsi un partner per conto proprio. In altri casi i genitori possono chiedere ad amici e conoscenti di presentare ai figli dei potenziali compagni in maniera più informale rispetto a quanto previsto dal miai.
Quando si sceglie di affidarsi ad amici o conoscenti per trovare dei potenziali compagni per la propria figlia i genitori utilizzano spesso nei discorsi la frase onegai shimasu ("Le chiedo una cortesia"). L'uso di questa frase implica che entrambi i genitori danno il consenso a far incontrare la loro figlia con uomini che possano essere un buon partito per lei. La ragazza spesso è inconsapevole del fatto che i genitori hanno intenzione di organizzare degli incontri per lei e spesso se ne rende conto quando sente usare la frase onegai shimasu; inoltre alcuni genitori inviano delle fotografie a uomini che vorrebbero come futuri 
generi o a intermediari senza il consenso della figlia.
La parola miai è usata per indicare sia l'intero processo di organizzazione che il primo incontro tra la potenziale coppia ed il nakōdo. Il miai implica che l'incontro tra i giovani è stato organizzato espressamente a scopo matrimoniale su iniziativa dei genitori, di un amico di famiglia o di intermediari; vuol dire anche che i criteri di selezione fissati dai genitori sono stati rispettati.
Il miai — inteso come organizzazione dell'incontro — prevede che il giovane (il ragazzo o la ragazza) incontri, insieme alla propria famiglia, il nakōdo per valutare i candidati ideali. Il nakōdo ha con sé fotografie dei candidati e il loro rirekisho (履歴書?), un piccolo riassunto della loro vita. Il rirekisho spesso include informazioni dettagliate (nome, età, stato di salute, impiego e stato civile) su tutti i componenti della famiglia del candidato.
Le famiglie aprono una trattativa con il nakōdo ed esaminano i vari curriculum per eliminare tutte le candidature che reputano inadeguate. Le fotografie e i rirekisho possono essere portati a casa dalle famiglie che stanno organizzando il miai per valutarli insieme al figlio o alla figlia. Il livello culturale e l'impiego dei potenziali candidati e delle loro famiglie sono gli aspetti più importanti in questa fase di valutazione, al termine della quale il giovane e sua madre stilano un elenco di possibili candidati e chiedono al nakōdo di indagare sulla persona che hanno messo al primo posto della lista.
Nei miai più selettivi i candidati e le loro famiglie sono valutati sulla base di una vasta gamma di criteri per stabilire la convenienza e gli equilibri del matrimonio. Questi criteri sono ufficialmente conosciuti in Giappone come iegara (家柄? lett. "ascendenza") e comprendono il livello di istruzione, la professione svolta, l'aspetto fisico, la religione, la condizione sociale e gli hobby praticati. Al giorno d'oggi molte donne hanno una visione stereotipata del marito ideale, che deve avere tre caratteristiche fondamentali: l'altezza, una buona retribuzione e un alto livello di istruzione. Questo stereotipo è conosciuto anche come la "sindrome delle tre H" dalle iniziali delle parole inglesi che definiscono i requisiti: Height, High salary, High education.
Anche il kettō (血統? lett. "albero genealogico") gioca un ruolo importante nella scelta, si vogliono evitare i candidati che hanno avuto nelle loro famiglie casi di malattie come epilessia, nevrosi o malattie mentali. Il terrore di questo tipo di malattie era talmente sentito nella popolazione giapponese che nel 1948 fu approvata la Eugenic Protection Law, una legge che consentiva la sterilizzazione e gli aborti per quelle persone che avevano una storia clinica di problemi mentali o di altre malattie ereditarie. La Eugenic Protection Law è stata profondamente rivista nel 1996 diventando la Maternal Protection Law. Questa legge tutela ora la maternità e prevede che l'aborto e la sterilizzazione sono possibili solo su esplicita richiesta dell'interessata. Prima della revisione la legge era stata applicata ad oltre 16.500 persone che furono sterilizzate contro la loro volontà.
Il livello sociale è un altro elemento tenuto in grande considerazione nella fase di selezione dei candidati; idealmente entrambi i giovani e le loro famiglie dovrebbero avere lo stesso livello sociale. Un candidato che abbia lo stesso livello sociale del giovane che sta cercando un compagno difficilmente sarà selezionato se la sua famiglia ha un livello sociale più basso rispetto a quello dei possibili consuoceri. Anche l'albero genealogico può influire sulla scelta del candidato: un discendente dei samurai avrà molte più possibilità rispetto a un giovane con antenati provenienti dalle altre classi sociali codificate nel periodo Edo.

## Indagini
Il nakōdo fornirà abbondanti informazioni su ogni candidato. La famiglia del giovane può indagare sullo iegara di ogni candidato selezionato dal nakōdo subito dopo aver preparato la prima lista di potenziali candidati. Grandi differenze tra lo iegara delle due famiglie provocherebbero imbarazzo da entrambe le parti a ogni incontro, quindi si cercano candidati con uno iegara simile al proprio. Un metodo discreto di indagine è quello che prevede l'intervento di una agenzia investigativa; nelle aree rurali è frequente vedere gli investigatori tentare di ottenere informazioni sulla famiglia di interesse chiedendo notizie ai vicini e ai negozianti della zona. Questa tecnica si è di recente raffinata: il nakōdo riesce a raccogliere informazioni più accurate ponendo le stesse domande a molte persone e mettendo a confronto le risposte che ha ottenuto. Se tutti i criteri forniti dalla famiglia del giovane sono soddisfatti, il nakōdo organizzerà un colloquio per un miai.

## Miai(incontro tra la potenziale coppia)
Prima che si svolga il miai i candidati all'eventuale matrimonio esaminano attentamente le fotografie allegate al rirekisho per evitare futuri rifiuti. Sebbene i candidati facciano oggi affidamento sulle loro foto e sui rirekisho per prepararsi al miai, in passato esisteva la consuetudine del kagemi (sguardo nascosto): il potenziale candidato maschile cercava di vedere di sfuggita la ragazza di nascosto. Lo scopo del kagemi era quello di evitare rifiuti imbarazzanti dovuti all'aspetto fisico ritenuto non gradevole.
Il miai viene proposto come un incontro informale tra la potenziale coppia, il nakōdo e i genitori dei giovani. Il nakōdo stabilirà il luogo e l'organizzazione dell'incontro. Il miai è anche un'occasione per i genitori di verificare se c'è la possibilità di un matrimonio tra i loro figli e inizia con una presentazione informale delle famiglie da parte del nakōdo, seguita spesso da un breve colloquio tra i genitori durante il quale a volte si inizia a parlare di uno dei due candidati. Verso la fine del colloquio i ragazzi vengono invitati a lasciare il luogo dell'incontro 
per stare un po' di tempo da soli e conoscersi meglio.

## Miai kekkonekotowari
Se il miai ha avuto un esito positivo i giovani si daranno una serie di appuntamenti prima di prendere una decisione, che di solito viene espressa al loro terzo incontro. Se decidono di sposarsi daranno il via a una solenne procedura di matrimonio conosciuta come miai kekkon (見合い結婚?), che inizia con il yuinō (結納?, lett. "festa di fidanzamento"), una cerimonia di fidanzamento organizzata dalla famiglia dello sposo.
Se invece i giovani non hanno intenzione di approfondire la loro conoscenza e continuare a frequentarsi si ricorre al kotowari (断わり?, lett. "rifiuto"): una delle varie forme cortesi con le quali è possibile rifiutare una proposta di matrimonio senza mettere troppo in imbarazzo la parte respinta.

## Pregiudizi

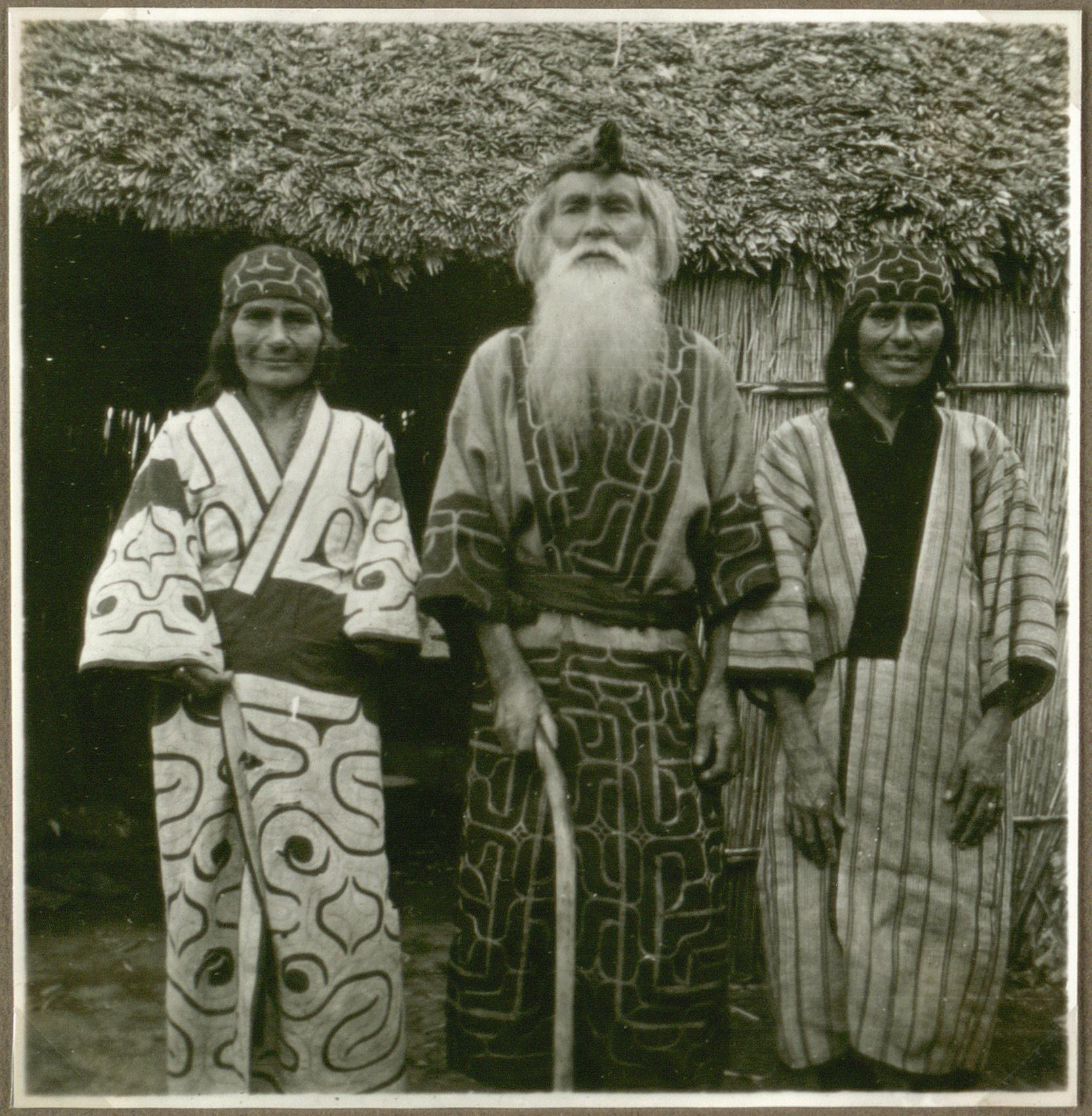
Una famiglia di etnia ainu

Il miai è influenzato da vari pregiudizi basati su credenze popolari, sulla razza e sulla classe sociale dei candidati.
Molti coreani nati in Giappone sono discriminati come dei "mezzosangue" rispetto alle persone che abbiano solo antenati giapponesi.
Secondo una credenza popolare le donne nate nell'anno dell'hinoeuma (lett. "anno del cavallo di fuoco") sono perseguitate dalla sfortuna. L'hinoeuma si presenta ogni 60 anni: la superstizione è talmente sentita che spesso i genitori dichiarano che le figlie nate nell'anno dell'hinoeuma siano nate nell'anno precedente o nel successivo. Nel 1966, anno dell'ultimo hinoeuma, secondo il Japan Statistical Yearbook la natalità ha subito una brusca flessione. La superstizione è tratta dalle caratteristiche che vengono attribuite ai nati sotto questo segno: carattere espansivo, ambizioso, ribelle e indipendente. Questi caratteri, particolarmente apprezzati nella cultura occidentale, se presenti nelle donne sono agli esatti antipodi dello stereotipo della moglie giapponese — sottomessa, dipendente dal marito, di carattere docile —. Questo era sufficiente per considerare una donna nata sotto il segno dell'hinoeuma come un cattivo partito, con cui non era conveniente sposarsi. La superstizione è stata particolarmente sentita per le donne nate nel 1906 (anno dell'hinoeuma), costrette alla povertà perché era molto difficile per loro trovare un marito.
Il pregiudizio più diffuso è quello contro i burakumin. In passato la società giapponese era divisa in caste: i burakumin corrispondono a quella più bassa e a essa appartengono i discendenti di lavoratori impegnati in mestieri legati al sangue, alla morte o ad altre cose sgradite. Un esempio di burakumin sono i pellettieri, i calzolai e i macellai, visto che per la cultura giapponese le scarpe sono troppo sporche per poterle portare in casa e il consumo di carne era vietato dalla religione buddista. Durante lo shogunato Tokugawa (1603-1868) i malviventi potevano essere puniti retrocedendoli al rango di burakumin. Ancora oggi i burakumin possono essere individuati dalla zona della città in cui vivono o dal loro indirizzo. Spesso il nakōdo richiede ai candidati di fornire una dettagliata storia familiare per dimostrare di non essere un burakumin.
Anche gli Ainu, popolazione indigena della regione di Hokkaidō, sono solitamente considerati come dei candidati non graditi. I discendenti delle persone che furono esposte alle radiazioni nucleari conseguenti ai bombardamenti atomici di Hiroshima e Nagasaki vengono scartati perché i loro figli potrebbero nascere deformi o sviluppare malattie rare.

## Opinioni sulmiai
Al giorno d'oggi le opinioni sul miai sono cambiate significativamente. In base a una stima sul totale dei matrimoni celebrati in Giappone nel 1998 si ritiene che di questi tra il 10% ed il 30% fossero combinati. Secondo il National Institute of Population and Social Security Research (Istituto di ricerca fondato dal Ministero della salute, del lavoro e del welfare) nel 2005 soltanto il 6,2% dei matrimoni celebrati in Giappone era combinato. Le nuove generazioni sono più portate ad adottare la filosofia occidentale dell'amore, dove il matrimonio è spesso preceduto da un corteggiamento romantico. Il ren'ai (恋愛? "amore romantico") presuppone che non ci siano obblighi o vincoli nella scelta della persona con la quale sposarsi. In ogni caso è sempre difficile classificare un matrimonio come "d'amore" o "combinato" a causa dell'influenza dei genitori dei candidati nel guidare le loro scelte. Le opinioni sul miai variano tra uomini e donne: queste ultime sono più disposte a cercare una relazione romantica rispetto agli uomini. L'educazione differenziata tra i sessi è spesso la causa di questa differenza di vedute: le donne crescono con l'aspettativa di potersi realizzare come casalinghe e quindi sono spesso più predisposte a seguire le forme moderne di idealismo, secondo le quali solo il vero amore può portare alla felicità coniugale e nelle attività casalinghe.

### Alternative almiai
Oggi esistono svariati modi alternativi al miai e al suo rigido cerimoniale per incontrare potenziali compagni. Uno di questi è il konpa o compa (compagnia), adottato nella società moderna dai giovani. Il konpa si ha quando un gruppo di quattro o cinque ragazzi esce insieme a un identico gruppo di ragazze per verificare se tra di loro si possono formare delle coppie. Il konpa è divenuto popolare poiché è molto informale e non coinvolge i genitori.

## Ilmiaivisto dagli uomini e dalle donne
Anche se attualmente la percentuale di matrimoni combinati è piuttosto bassa, si può comprendere come il miai sia ancora presente nella società giapponese analizzando le relazioni tra uomini e donne. Come già detto in precedenza, le persone che hanno superato l'età considerata adeguata per sposarsi (tekiriki) sono più portate a utilizzare il miai come mezzo per incontrare potenziali compagni. Il concetto di "età limite" per il matrimonio è ancora tenuto nella massima considerazione. Le donne che rimangono nubili dopo il tekiriki vengono considerate inferiori e paragonate alle torte di Natale: fresche e invitanti fino al 25, ma che diventano sempre meno appetitose ogni giorno che passa dopo il Natale. Di recente è stata coniata una nuova espressione per indicare le donne che hanno passato l'età da matrimonio: le "torte di Natale" sono diventate il toshikoshisoba (un piatto di tagliatelle in brodo che si consuma la notte di capodanno), evidenziando il fatto che ora l'età limite per il matrimonio si è spostata da 25 a 31 anni.
Gli uomini sembrano avere un po' più di libertà d'azione riguardo al matrimonio, ma un trentenne che non si è ancora sposato viene considerato come una persona inaffidabile dai colleghi e dai datori di lavoro che credono che questi uomini non siano preparati ad apprendere i principi fondamentali della cooperazione e li reputano poco responsabili. Per gli uomini il matrimonio comporta un obbligo implicito a occuparsi della famiglia. Gli uomini che prendono parte a un miai spesso occupano una posizione dominante nel matrimonio. Il matrimonio seguito a un miai è stato criticato perché favorisce relazioni patriarcali all'interno della famiglia con una detta divisione dei compiti tra uomini e donne.

## Altri significati dimiai
Il termine miai è utilizzato anche nel gioco del Go. In questo caso viene utilizzato per indicare una situazione in cui i giocatori hanno a disposizione una coppia di mosse: chi effettua la prima obbliga l'avversario a eseguire l'altra della coppia. Entrambe le mosse hanno la stessa importanza nella partita, per cui i giocatori non hanno interesse a effettuarle se non sono obbligati dall'avversario. Il concetto di miai viene usato frequentemente per semplificare l'analisi delle partite.